# 矛尾石首魚
矛尾石首魚（學名：Lonchurus llanceolatus）為輻鰭魚綱鱸形目鱸亞目石首魚科的其中一種，分布西大西洋區，從哥倫比亞至巴西亞馬遜河河口海域，棲息深度29-50公尺，本魚身體經常棕黃色，上部稍深。胸鰭長，烏黑，絲狀上的軟條，延伸至尾柄骨盆和臀鰭黃色，口大，近水平，下巴具一雙長適中，細長的觸鬚，體長可達30公分，棲息在沿海泥底質海域、河口區，可做為食用魚。